# Arrondissement Reims
Arrondissement Reims (fr. Arrondissement de Reims) je správní územní jednotka ležící v departementu Marne a regionu Grand Est ve Francii. Člení se dále na 14 kantonů a 156 obcí.

## Kantony
od roku 2015:
- Bourgogne
- Dormans-Paysages de Champagne (část)
- Épernay-1 (část)
- Reims-1
- Reims-2
- Reims-3
- Reims-4
- Reims-5
- Reims-6
- Reims-7
- Reims-8
- Reims-9
- Fismes-Montagne de Reims
- Mourmelon-Vesle et Monts de Champagne (část)

před rokem 2015:
- Beine-Nauroy
- Bourgogne
- Châtillon-sur-Marne
- Fismes
- Reims-1
- Reims-2
- Reims-3
- Reims-4
- Reims-5
- Reims-6
- Reims-7
- Reims-8
- Reims-9
- Reims-10
- Verzy
- Ville-en-Tardenois